# Trúc Lâm
Trúc Lâm, auch Bambushain-Schule bzw. Bambuswald-Schule, ist eine Schule des vietnamesischen Zen (Thiền) und damit des Mahayana-Buddhismus.
Die Schule geht auf den Lehrer Lieu Quan (der Asket des Bambuswaldes) zurück. Er trat im Jahr 1295 als König Anh Tong des vietnamesischen Teilreiches Viet zurück, um sein Leben der Praxis und Lehre des Buddha zu widmen. Er erhielt seinen Mönchsnamen Lieu Quan bei seiner Mönchsordination auf dem Berg Yen Tu, auf dem später eine bedeutende Tempelanlage entstand.  
Vom Jahr 1304 an lehrte er den Buddhismus in Viet. 
Sein Hauptschüler war Phap Loa, zweiter Patriarch der Bambuswaldschule. Er lehrte Anfang des 14. Jahrhunderts die „Darlegung der großen Weisheit“ und veröffentlicht das erste Meditationshandbuch in Viet. 
Der Tempel Bao An wurde auf Geheiß des Königs bereits 1313 zum Hauptzentrum des Buddhismus in Viet und der buddhistische Kanon wurde in der Viet-Sprache Chu-Som gedruckt.